# Кастелар Мелан
Кастелар Мелан (фр. Castellard-Melan) насеље је и општина у Француској у региону Прованса-Алпи-Азурна обала, у департману Горњопровансалски Алпи која припада префектури Дињ ле Бен.
По подацима из 2011. године у општини је живело 55 становника, а густина насељености је износила 2,14 становника/km². Општина се простире на површини од 25,74 km². Налази се на средњој надморској висини од 1050 метара (максималној 1.840 m, а минималној 776 m).

## Демографија
| 1962. | 1968. | 1975. | 1982. | 1990. | 1999. | 2011. |
| ----- | ----- | ----- | ----- | ----- | ----- | ----- |
| 45    | 57    | 47    | 55    | 52    | 52    | 55    |

График промене броја становника у току последњих година